# Громоть
Громоть — река в Белоруссии, протекает по территории Городокского района Витебской области, правый приток Лужесянки. Длина реки — 19 км, площадь её водосборного бассейна — 84 км². Средний наклон водной поверхности 1,2 м/км.
Река берёт начало в сильно заболоченном лесном массиве юго-восточнее деревни Смоловка. Течёт на юг. Основные притоки — Тростянка (левый) и Рябинка (правый). Всё течение проходит по заболоченному лесу в пределах Городокской возвышенности.
Впадает в Лужесянку около деревни Хоботы вскоре после истока Лужесянки из озера Вымно.